# Money Express
Money Express este o revistă financiară din România care apare săptămânal, lansată în aprilie 2007.
Revista face parte din grupul media Realitatea-Cațavencu.
Din echipa de jurnaliști ai revistei fac parte și realizatori ai postului de televiziune The Money Channel.
Revista se află în parteneriat cu publicația The Economist.
La 1 ianuarie 2010, revista a fost preluată de M&C Strategy, firmă controlată de jurnaliștii Dragoș Nedelcu (95%) și Sorin Freciu (5%), care gestionează proiectele speciale pentru grupul Realitatea-Cațavencu („10 pentru România” și „Guvernul Privat”).